# Bradlo (Hanušovická vrchovina)
Bradlo (600 m n. m.) je kopec nazývaný Moravský Blaník; je zároveň nejvyšším bodem Úsovské vrchoviny, která je geomorfologickým podcelkem Hanušovické vrchoviny. Nachází se na přechodu kulturní krajiny Hané a Jeseníků. Bradlo se nalézá mezi městečkem Úsov a obcí Libina. Nejbližší vesnicí je Lipinka.

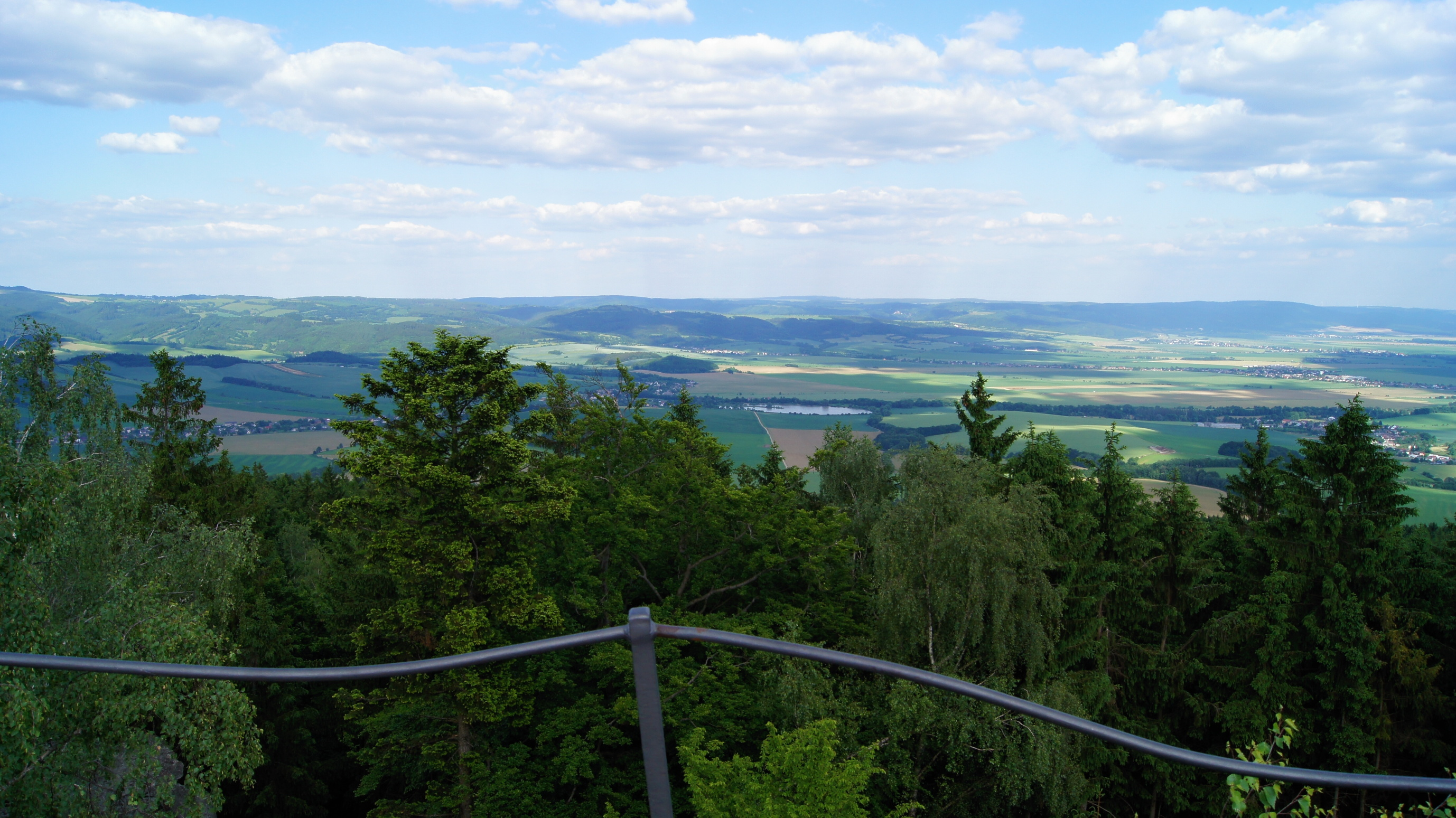
Výhled z Bradla

## Rostlinstvo

### Stromy
- Smrk ztepilý
- Modřín opadavý
- Borovice lesní
- Jedle bělokorá
- vzácně i Tis červený
- Buk lesní
- Habr obecný
- Dub letní-zimní
- Jasan ztepilý
- Lípa srdčitá

Jasany a lípy budeme hledat spíše v dolních polohách a u vod, stejně jako modřín. Na některých místech se dá mluvit o smrkové monokultuře, protože zde smrk zcela dominuje.

### Byliny
- Kapraď samec
- Konvalinka vonná
- různé druhy ostřic
- hvězdnicovité jako jestřábníky
- různé svízely např. Mařinka vonná
  - běžní zástupci hvozdíkovtých-např. Silenka bahenní
- Sněženka podsněžník a Bledule jarní
- Sasanka hajní
- Kakost smrdutý a krvavý
- Hluchavky, Čistec lesní

Byla zde objevena i orchidej okrotice bílá a vemeník dvoulistý.

## Turistika
Na vrcholu Bradla se nalézá kvarcitový skalní útvar, který je zajímavým turistickým cílem. Schody na vyhlídku byli vytesány již v roce 1897. Z vyhlídky lze vidět Nízký Jeseník, Hrubý Jeseník, Králický Sněžník, Litovelské Pomoraví. Nedaleko se nacházejí tři jiné útvary známé jako Tři kameny (557 m). Na východním svahu rostl památný strom Král Bradla. Z Nové Hradečné po celém hřebenu do Libiny prochází Naučná stezka krajinou památného Bradla.

## Horolezectví

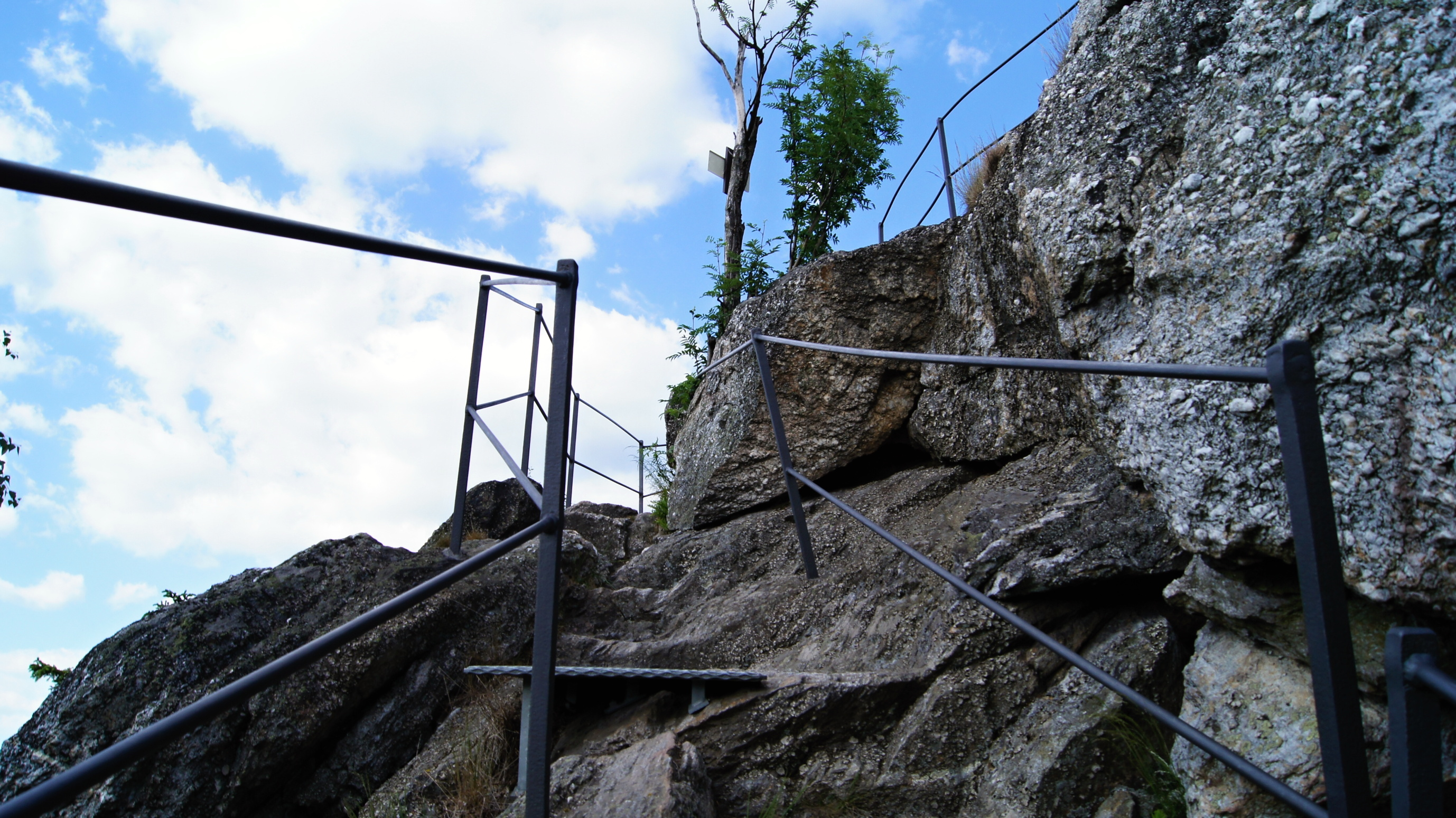
Vrchol Bradla

Skála nabízí vyžití i horolezcům. Je tvořena z tvrdého kompaktního kvarcitu, dosahuje výšky 23 metrů a nachází se zde asi 50 cest. Na stejném hřebenu se nachází i oblast Tři kameny u Libiny.

## Historie
K Bradlu se vážou mnohé pověsti o jeho vzniku, ve skutečnosti je ale sopečného původu.
Bradlo bývalo pomyslnou hranicí mezi českým etnikem a sudetskými Němci. Proto se zde pořádaly manifestace, české i německé oslavy. Češi zde dělali už od 90. let 19. století až do začátku druhé světové války vždy v květnu tzv. tábory lidu. Ve 30. letech 20. století zde často plály velké dřevěné hákové kříže pod velením fanatických německých nacionalistů.

## Pověst
Pověst praví, že v nitru hory se zabydleli čerti. Jeden lakomý sedlák se jednou upsal ďáblu. Ve smlouvě si ale vymínil, že než si pro něj ďábel přijde, musí vykonat práci, kterou mu sedlák uloží. Úkolem bylo přes noc, dříve než kohout zakokrhá, 20 metrů vysoká hrad. Ačkoliv na pomoc dorazilo mnoho dalších pekelníků, dokončit stavbu do zakokrhání se nepodařilo. Čerti poté upustili kameny a z nich vznikla nynější skála na vrcholu.